# Ibrahim Diallo
Ibrahim Diallo (Sikasso, 12 agosto 1996) è un ex calciatore maliano, di ruolo difensore.

## Caratteristiche tecniche
È un difensore centrale.

## Carriera

### Club
Cresciuto nelle giovanili del Eupen, ha esordito in prima squadra il 3 settembre 2014 in occasione del match vinto 3-1 contro l'Eendracht Aalst. Successivamente ha giocato in prestito nella terza divisione spagnola al Valencia Mestalla (squadra riserve del Valencia), giocando anche 4 partite nella prima squadra del club iberico (tutte nella coppa nazionale spagnola nel corso della stagione 2015-2016).

### Nazionale
Nel 2011 ha giocato una partita con la nazionale maliana Under-20.

## Statistiche

### Presenze e reti nei club
Statistiche aggiornate al 7 aprile 2018.
| Stagione                 | Squadra                  | Campionato               | Campionato | Campionato | Coppe nazionali | Coppe nazionali | Coppe nazionali | Coppe continentali | Coppe continentali | Coppe continentali | Altre coppe | Altre coppe | Altre coppe | Totale | Totale | Totale |
| Stagione                 | Squadra                  | Comp                     | Pres       | Reti       | Comp            | Pres            | Reti            | Comp               | Pres               | Reti               | Comp        | Pres        | Reti        | Pres   | Reti   |        |
| ------------------------ | ------------------------ | ------------------------ | ---------- | ---------- | --------------- | --------------- | --------------- | ------------------ | ------------------ | ------------------ | ----------- | ----------- | ----------- | ------ | ------ | ------ |
| 2014-2015                | Eupen                    | D2                       | 18         | 0          | CB              | 0               | 0               |                    | -                  | -                  |             | -           | -           | 18     | 0      |        |
| 2014-2015                | Valencia Mestalla        | SDB                      | 8          | 0          |                 | -               | -               |                    | -                  | -                  |             | -           | -           | 8      | 0      |        |
| 2015-2016                | Valencia Mestalla        | SDB                      | 33         | 0          |                 | -               | -               |                    | -                  | -                  |             | -           | -           | 33     | 0      |        |
| Totale Valencia mestalla | Totale Valencia mestalla | Totale Valencia mestalla | 41         | 10         |                 | -               | -               |                    | -                  | -                  |             | -           | -           | 41     | 0      |        |
| 2015-2016                | Valencia                 | PD                       | 0          | 0          | CR              | 4               | 0               | UCL+UEL            | 0                  | 0                  |             | -           | -           | 0      | 0      |        |
| 2016-2017                | Eupen                    | D1                       | 22+9       | 0          | CB              | 0               | 0               |                    | -                  | -                  |             | -           | -           | 31     | 0      |        |
| 2017-2018                | Eupen                    | D1                       | 1          | 0          | CB              | 4               | 1               |                    | -                  | -                  |             | -           | -           | 5      | 1      |        |
| Totale carriera          | Totale carriera          | Totale carriera          | 91         | 0          |                 | 9               | 1               |                    | 0                  | 0                  |             | -           | -           | 100    | 1      |        |